# ۱۰۱ ریکیاویک
۱۰۱ ریکیاویک (انگلیسی: 101 Reykjavík) فیلمی در ژانر کمدی رمانتیک است که در سال ۲۰۰۰ منتشر شد. از بازیگران آن می‌توان به ویکتوریا آبریل اشاره کرد.